# Nell Irvin Painter
Nell Irvin Painter (nacida como: Nell Elizabeth Irvin, 2 de agosto de 1942) es una historiadora estadounidense notable por sus obras sobre la historia del sur del siglo XIX. Se graduó de la Universidad de Princeton y se desempeñó como presidenta de la Organización de Historiadores Estadounidenses. También se desempeñó como presidenta de la Asociación Histórica del Sur.

## Biografía
Ella tenía un hermano mayor Frank que murió joven. Su familia se mudó de Houston, Texas, a Oakland, California cuando tenía diez semanas. Esto fue parte de la segunda ola de la gran migración de millones de afroamericanos del sur profundo a los centros urbanos. Algunos de sus parientes habían estado en California desde la década de 1920. Los Irvins fueron a California en la década de 1940 con el impulso de aumentar los empleos en la industria de la defensa. Nell asistió a las Escuelas Públicas de Oakland, incluida a la Preparatoria Técnica de Oakland, de la cual se graduó en 1959.
Su madre, Dona Irvin, se graduó en el Colegio para negros de Houston (1937) y más tarde enseñó en las escuelas públicas de Oakland. Su padre tuvo que abandonar la universidad en 1937 durante la Gran Depresión; finalmente estudio para trabajar como técnico de laboratorio. Trabajó durante años en la Universidad de California en Berkeley, donde preparó a muchos estudiantes en técnicas de laboratorio.
Painter obtuvo su B.A. en Antropología en la Universidad de California en Berkeley en 1964. Durante sus años de licenciatura, estudió historia medieval francesa en la Universidad de Burdeos, Francia, 1962-63. También estudió en el extranjero en el Instituto de Estudios Africanos de la Universidad de Ghana, 1965-66. En 1967, completó un M.A. en la Universidad de California en Los Ángeles. En 1974, obtuvo un M.A. y Ph.D. en la Universidad de Harvard. Ella volvió a estudiar y obtuvo un B.F.A. en la Universidad Rutgers en 2009. Painter recibió títulos honoríficos de Dartmouth College, Universidad Wesleyan y Universidad Yale, entre otras instituciones. Ella recibió un Premio Candace de la Coalición Nacional de 100 Mujeres Negras en 1986.
Después de su retiro de la Universidad de Princeton, Painter volvió a la escuela en la Escuela Mason Gross de las Artes en la Universidad de Rutgers, donde recibió un BFA en Arte. Luego obtuvo un MFA en Arte de Escuela de Diseño de Rhode Island. Su primera memoria, Old in Art School, refleja esta experiencia.

### Matrimonio y familia
- En 1989, Painter se casó con el estadístico Glenn Shafer, cocreador de la teoría Dempster-Shafer.